# Jürgen Wielert
Jürgen Wielert (* 5. Juli 1960) ist ein ehemaliger deutscher Fußballspieler.

## Karriere
Wielert spielte bereits in der Jugend des DSC Wanne-Eickel, bevor er in die 1. Herrenmannschaft aufrückte. Nachdem er in der Nordstaffel, in der Saison 1979/80 zwei Spiele in der 2. Bundesliga bestritten hatte, entschieden die Verantwortlichen des DSC die erhaltene Lizenz für die Saison 1980/81 freiwillig zurückzugeben und in die Oberliga Westfalen abzusteigen. Somit spielte Wielert drittklassig und schaffte es bis ins Finale um die deutsche Amateurmeisterschaft 1985. Im Endspiel war der Gegner das Amateurteam von Werder Bremen. Das Bremer Team um den späteren deutschen Nationalspieler Dieter Eilts war zu stark für Wielert und seine Mitspieler – das Finale gewann Werder mit 3:0. So errang er die Vizemeisterschaft und der Bundesligist VfL Bochum wurde auf ihn aufmerksam. Zur nächsten Saison sicherten sich die Bochumer die Dienste Wielerts. In seiner ersten Spielzeit im Bundesligateam absolvierte er 15 Spiele und erzielte ein Tor und trug somit zum Erreichen des neunten Platzes in der Abschlusstabelle bei. In der Folgespielzeit kam er lediglich auf drei Einsätze – Bochum wurde Elfter. Wiegert wechselte in die 2. Bundesliga zu Rot-Weiß Oberhausen. In Oberhausen war er Stammspieler und absolvierte 35 Spiele. Sportlich konnte zwar der Klassenerhalt gesichert werden, doch RWO erhielt für die folgende Saison keine Lizenz vom DFB. Wielert ereilte zum zweiten Mal der Abstieg aus der 2. Liga. Damit verabschiedete er sich aus Oberhausen und kehrte zu seinem Jugendverein DSC Wanne-Eickel zurück. Dort beendete er 1992 seine Karriere. In weiterer Folge war er unter anderem als Trainer im Amateurfußball tätig.